# Bihruz Hanim
Bihruz Hanım (turco ottomano: خانم بهروز, lett. "successo"; nota anche come Bihruz Kadın e nata Mihrimah Hanım; İzmit, 24 maggio 1903 – Istanbul, 1955) è stata una nobildonna ottomana, quarta e ultima consorte di Abdülmecid II, ultimo califfo ottomano.

## Biografia
Bihruz Hanım nacque, col nome di Mihrimah, il 24 maggio 1903 a Izmit, anche se non ne è nota la famiglia di origine. 
A un certo punto entrò a servizio alla corte ottomana di Istanbul, dove attirò l'attenzione di Şehzade Abdülmecid, e il 21 marzo 1921, nel Palazzo Çamlıca, divenne la sua quarta e ultima consorte. Il matrimonio rimase senza figli. 
Il 1º novembre 1922, il Sultanato fu abolito e Mehmed VI, cugino di Abdulmecid, deposto. Tuttavia, Abdülmecid fu scelto come califfo, sebbene con un ruolo puramente religioso-simbolico. Da questo momento, sebbene non ne avesse tecnicamente diritto in quanto titolo sultanale, Bihruz sue mogli iniziarono a essere chiamate col titolo di Kadin, e l'intera famiglia si trasferì a Palazzo di Dolmabahçe. Meno di un anno dopo, il 29 ottobre 1923, venne decretata anche l'abolizione del califfato e il 3 marzo 1924 venne emanato il decreto di espulsione per tutti i membri della dinastia ottomana, che dovevano lasciare il Paese entro pochi giorni.  Quella sera stessa, funzionari del governo scortarono Abdülmecid e la sua famiglia alla stazione di Çatalca, dove furono consegnate loro 2.000 sterline e visti per la Svizzera. 
Dalla Svizzera, in ottobre si trasferirono poi a Nizza, in Francia, dove si erano riuniti molti dei membri della dinastia. Abdülmecid morì nel 1944 e, quattro anni dopo, a Bihruz fu permesso rientrare a Istanbul, dove morì nel 1955.